# Măgliž
Măgliž (in bulgaro Мъглиж?) è un comune bulgaro situato nella regione di Stara Zagora di 12 678 abitanti (dati 2009). La sede comunale è nella località omonima.

## Località
Il comune è formato dall'insieme delle seguenti località:
- Măgliž (Мъглиж) (sede comunale)
- Boruštica (Борущица)
- Dăbovo (Дъбово)
- Dăržaven (Държавен)
- Jagoda (Ягода)
- Javorovec (Яворовец)
- Julievo (Юлиево)
- Radunci (Радунци)
- Selce (Селце)
- Slivito (Сливито)
- Šanovo (Шаново)
- Tulovo (Тулово)
- Vetren (Ветрен)
- Zimnica (Зимница)